# Talayra elongata
Talayra elongata is een keversoort uit de familie zwamspartelkevers (Melandryidae). De wetenschappelijke naam van de soort werd in 1873 gepubliceerd door Macleay.